# Legge dei Vilayet
La Legge dei Vilayet del 1864 (in turco ottomano ولایت نظامنامه‌سی, Vilâyet Nizamnâmesi), nota anche come legge di riforma provinciale, fu introdotta durante l'era del Tanzimat del tardo Impero ottomano. Questo periodo relativo all'amministrazione fu segnato da movimenti di riforma, anche a livello provinciale. Un attore chiave di tale riforma fu Mithat Pascià. La Legge dei vilayet riorganizzò le province all'interno dell'impero, sostituendo il sistema medievale degli eyalet.
La sua data di pubblicazione iniziale nel calendario gregoriano fu l'8 novembre 1864. La legge fu modificata nel 1867. La versione turca ottomana fu pubblicata per la prima volta nel Takvim-i Vekayi n. 773, e fu pubblicata nel Düstur Volume I, pagine 517-538, e la versione del 1867 fu stampata nel Düstur Volume I, pagine 608-624. La versione greca venne pubblicata in Оθωμανικοί Κώδηκες ("Othōmanikoi kōdēkes", che significa "codici ottomani", con il greco demotico che usa "Οθωμανικοί κώδικες"), pagina 2911. La versione francese è stata pubblicata su Législation ottomane, edita da Grégoire Aristarchi Bey, Volume II, pagina 273.

## Antefatti

### Eyalet

Eyalet, mappa dell'Impero ottomano (1609)

Istituito da Murad I, il sistema dell'eyalet suddivideva l'impero in province, a cominciare dalla Rumelia nei Balcani e dall'Anatolia in Asia Minore. Gli eyalet erano governati da un beylerbey, o "signore dei signori". L'eyalet comprendeva suddivisioni, chiamate sanjak o sangiaccati.

## Vilayet

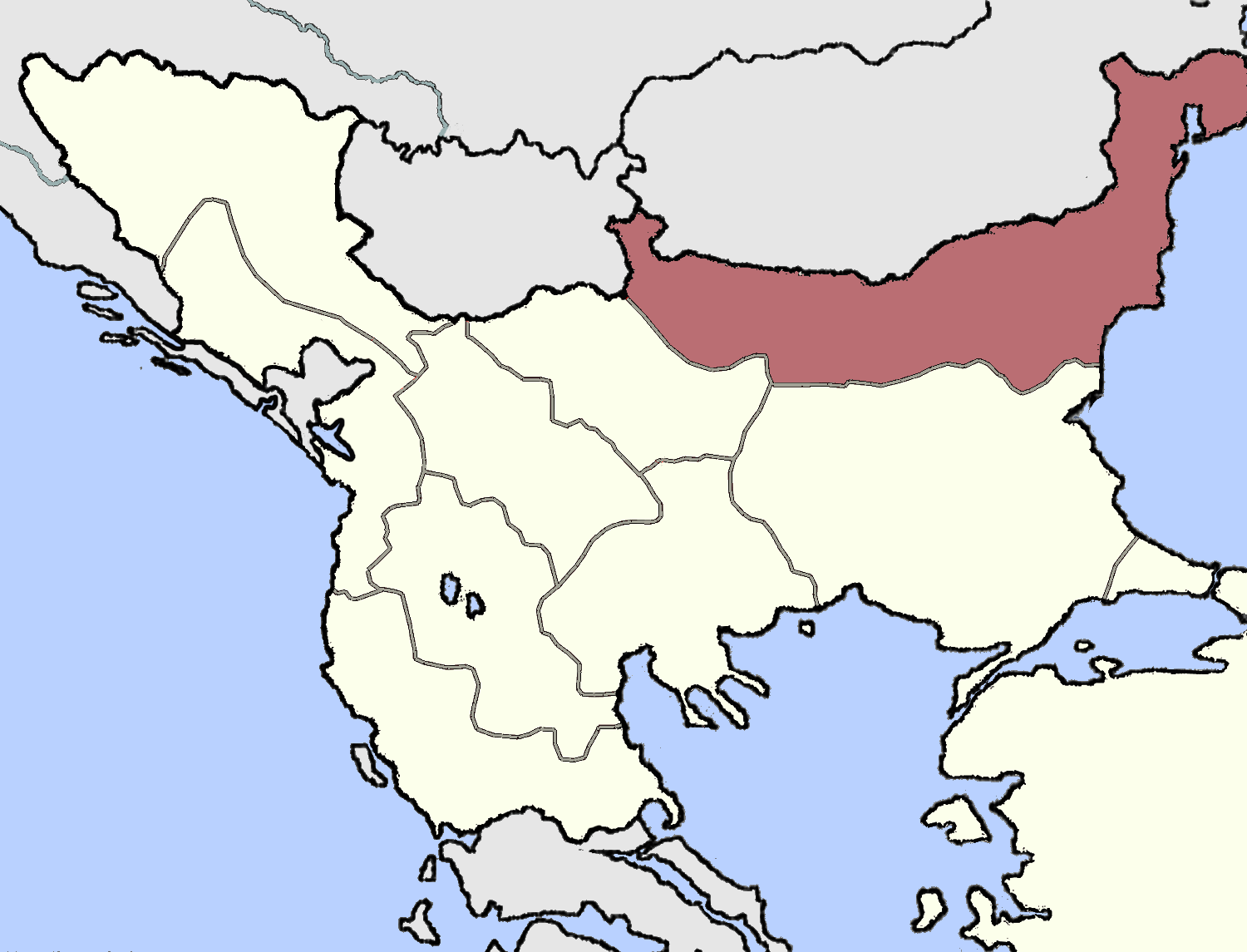
Vilayet del Danubio, Balcani ottomani (1860)

Considerato da alcuni un modello fedele al sistema francese del prefetto, il nuovo regolamento suddivise le province dell'impero in suddivisioni più piccole rispetto al sistema degli eyalet. Laddove l'eyalet comprendesse solo sangiaccato come suddivisione, il sistema vilayet includeva i kaza (unità amministrative più piccole), città (kasabat), villaggi (karye) o gruppi di villaggi (nahiye). Sebbene i titoli organizzativi non siano stati creati come risultato della legge dei Vilayet, la gerarchia in cui erano impostati lo era.

### Sangiaccato
Ogni vilayet era diviso in numerose unità integrali. All'interno di ogni sangiaccato c'era un centro città. Inoltre, ogni sangiaccato conteneva unità amministrative più piccole, chiamate kaza. I sangiaccati, come unità amministrative, esistevano all'interno dell'impero da secoli.

### Kaza
Il termine kaza era originariamente usato per designare le aree di giurisdizione specifiche di ogni singola corte islamica (Shari'a). La kaza, come unità amministrativa, esisteva all'interno dell'impero dal 1840. Una caratteristica particolare e chiave di una kaza era la sua facile riorganizzazione a discrezione del governo: i villaggi potevano essere trasferiti tra le kaza esistenti di un sangiaccato, senza dover necessariamente eliminare una kaza nel processo.

### Uffici amministrativi
La legge dei Vilayet creò una gerarchia burocratica all'interno di ogni provincia, con molti degli uffici di livello superiore nominati direttamente da Costantinopoli (oggi Istanbul). L'elenco dei funzionari di livello superiore nominati dal governo ottomano è il seguente:
- Vali (tradotto in francese come "governatore generalel"[8])
- Supervisore del sistema giudiziario provinciale, müfettiş-i hukkâm[9])
- Direttore finanziario (muhasebeci)
- Direttore della corrispondenza (mektubcu)
- Direttore dei registri immobiliari (defter-i hakanî müdürü)

I funzionari di livello inferiore nominati direttamente dal governo ottomano sono i seguenti:
- Lavori pubblici (nâfi'a)
- Agricoltura (ziraat)
- Affari esteri (umur-i ecnebiye,[9])
- Censimenti e indagini catastali (tahrir-i emlâk)

Mithat Pascià, durante il suo periodo come vali del Vilayet del Danubio venne a istituire altri uffici e istituzioni all'interno del sistema del vilayet. L'elenco è il seguente:
- Sovrintendente delle scuole professionali per bambini orfani e senzatetto (Islahhaneler naziri)
- Direttore dei lavori e delle stazioni telegrafiche (telegraf müfettişi)
- Presidente della commissione di navigazione del fiume Danubio (Idare-i nehriye) (Un ufficio specifico della provincia del Danubio)
- Presidente della Commissione per l'immigrazione (Muhacirîn komisyonu)
- Direttore delle cooperative di credito agricolo (Menafi-i umumiye sandiklari)
- Cancelliere della Commissione statistica (Divan-i istatistik)

L'ufficio del governatore era stato riorganizzato in dipartimenti degli affari civili, finanziari, di polizia, politici e legali. Ufficialmente, il governatore aveva autorità su tutti i funzionari all'interno della provincia, avendo ricoperto la più alta carica. Tuttavia, il governatore non nominava i funzionari del sangiaccato e della kaza, che erano invece nominati direttamente dal sultano. Inoltre, l'autorità del governatore era offuscata quando riguardava quei funzionari che delineavano il loro ruolo ai rispettivi ministeri che servivano.

### Consigli amministrativi e giudiziari (meclis)
Oltre a riorganizzare il governo provinciale, la legge dei Vilayet includeva anche l'istituzione di consigli consultivi per i funzionari governativi. Questi consigli erano composti da funzionari eletti e nominati, alla ricerca di un equilibrio tra il popolo e il governo ottomano. Ogni consiglio aveva la sua percentuale specifica e fissa di funzionari eletti e nominati.
Gli stessi consigli furono lodati e menzionati dagli statisti ottomani come l'adempimento delle promesse fatte nell'Hatt-i Hümayun del 1856 per la pari rappresentanza dei membri musulmani e non musulmani dei consigli.
Tuttavia, esistevano problemi con questa struttura; l'uguaglianza si applicava solo ai membri eletti (âza-yi müntahabe) dei consigli, non all'intera composizione dei consigli. Questa "promessa" non fu applicata sistematicamente in tutto il sistema vilayet. I consigli amministrativi del livello kaza erano esentati, avendo solo tre membri eletti di fede non specificata. Inoltre, i musulmani finirono per mantenere la maggioranza nella maggior parte delle province quando emersero le posizioni di nomina, poiché la maggior parte dei funzionari nominati finì per essere di fede musulmana.

#### Consigli di amministrazione (idare meclises)
I consigli di amministrazione prestavano servizio consultivo ai vari uffici provinciali. Ogni livello provinciale (vilayet, sanjak, kaza, ecc.) avevano il proprio consiglio consultivo. C'erano consigli specifici per il governatore (vali), i kaymakam (governatori del sanjak) e i sovrintendenti dei kaza. A livello di villaggio esisteva un Consiglio degli Anziani (Ihtiyar Meclisi) composto da membri interamente eletti con lo scopo di consigliare i capi villaggio (muhtar).
Gli idare meclises di livello superiore agivano da "organi di controllo" per le decisioni dei consigli inferiori. Ad esempio, il Meclis-i Idare-i Vilayet riesaminava regolarmente le decisioni o le risoluzioni approvate dalle meclise idare a livello di sanjak e kaza.

#### Processo elettorale del Consiglio
Il processo di elezione del consiglio era molto elaborato e coinvolgente. Pur essendo più vicino alla democrazia a livello di villaggio, il processo diveniva molto più rigorosamente controllato dal governo quando si svolgevano le elezioni di livello superiore.
A livello di villaggio, gli emancipati erano maschi con "legami" con il villaggio che avevano più di 18 anni e pagavano più di 50 <i>piastres</i> in tasse annuali dirette. Questi uomini erano in grado di eleggere capi e quelli che sedevano nel Consiglio degli Anziani per il loro villaggio specificato. Per candidarsi alla carica, un maschio doveva avere trent'anni o più con "legami" con la località, pagando una somma di 100 piastre in tasse annuali dirette. Queste elezioni si tenevano annualmente e dovevano essere verificate dal sovrintendente della kaza.
A livello di kaza, le elezioni si tenevano ogni due anni da una commissione elettorale. Questa commissione era composta da kaza müdürü, kadi, mufti, imam, scribi kaza e capi religiosi di residenti non musulmani. La commissione era incaricata di compilare un elenco di candidati idonei, di età pari o superiore a 30 anni che pagavano una somma di 150 piastre in tasse annuali dirette e che erano preferibilmente alfabetizzati. Questa lista veniva poi sottoposta al Consiglio degli Anziani, dove circa un terzo dei candidati sarebbe stato escluso. La lista poi passava per la revisione al Caimacam del sangiaccato, dove un altro terzo dei candidati sarebbe stato eliminato. Il restante terzo dei candidati componeva l'elenco dei possibili componenti.
Lo stesso processo era ripetuto per i consigli a livello di sangiaccato e vilayet. Qualifiche di proprietà più elevate esistevano per ogni livello successivo della gerarchia.
Questo processo elettorale doveva rendere le istituzioni "più suscettibili al controllo statale sotto la guida di funzionari designati". in cui era consentita una parvenza di partecipazione. Esisteva anche un'altra ragione più probabile per questo sistema elettorale: "garantire che le meclise non venissero più dirottate da ristretti interessi locali", consentendo così alle meclises di servire il vilayet come avrebbero dovuto.

## Mithat Pascià

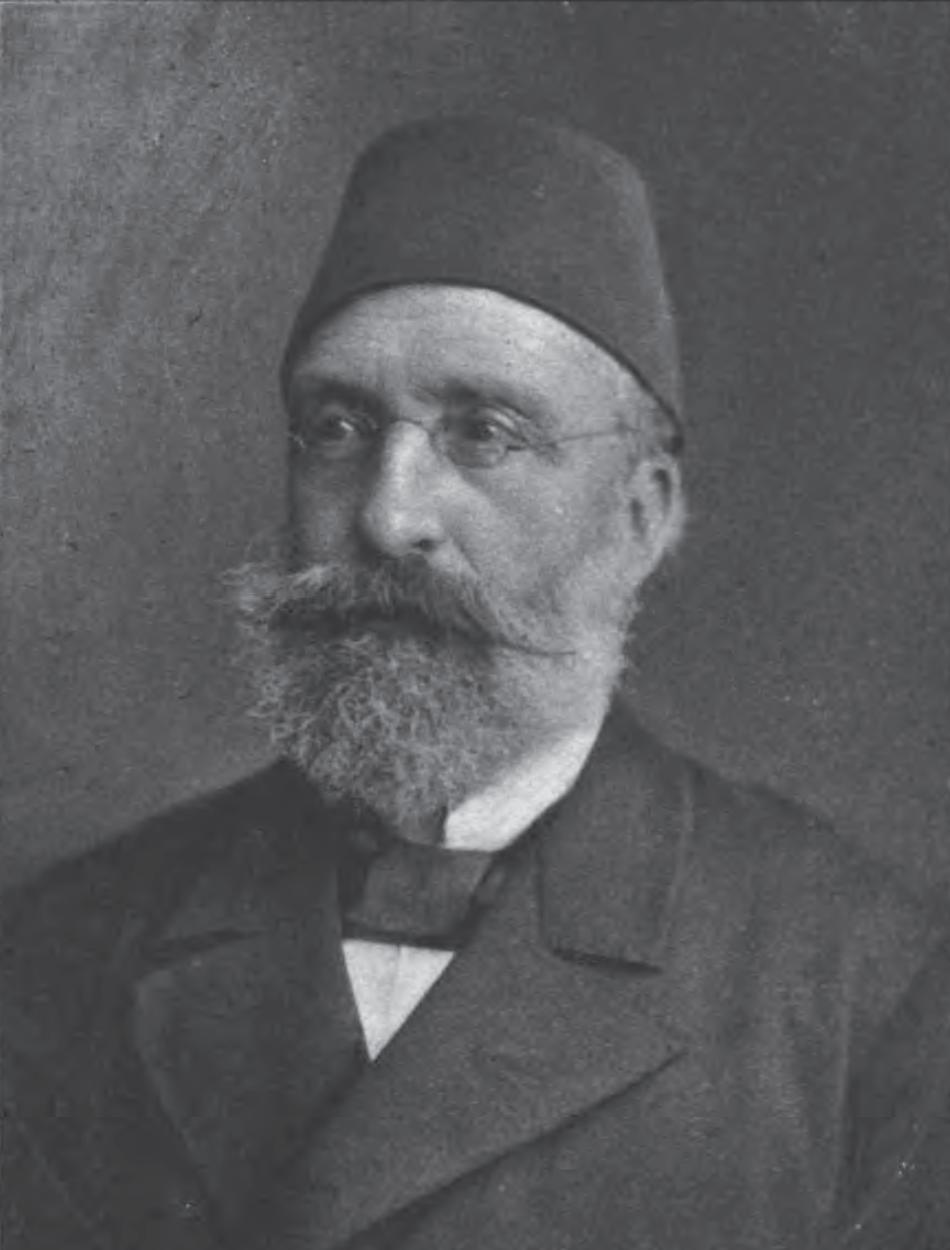
Mithat Pascià

Mithat Pascià ha presieduto come vali il vilayet di maggior successo, inizialmente nella provincia del Danubio e poi cinque anni dopo nell'area di Baghdad.
I successi di Mithat sono stati attribuiti alla sua immaginazione nel governo e nella creazione di nuovi uffici e istituzioni, nonché alla sua capacità di influenzare pesantemente coloro che sono direttamente nominati da Costantinopoli.

## Lascito
La legge dei Vilayet del 1864, sebbene contenesse nel concetto un forte movimento di riforma, fu considerata in gran parte infruttuosa. Ciò non vuol dire che ci sia stata un fallimento nella divisione degli uffici e nella struttura. Tuttavia si è ritenuto che vi erano delle mancanze in coloro che venivano nominati agli uffici. Molti funzionari erano noti per essere incompetenti, riluttanti a lasciare Costantinopoli per una provincia remota, o suscettibili agli intrighi politici esistenti e alla lotta con i notabili locali (ayans) nelle province recentemente riorganizzate.

### Approfondimenti
- Sublime Porte, Sur la nouvelle division de l’Empire en gouvernements généraux formés sous le nom de Vilayets, Constantinople, 1867. - About the Law of the Vilayets
- Gençoğlu, Mustafa, 1864 ve 1871 Vilâyet Nizamnamelerine Göre Osmanlı Taşra İdaresinde Yeniden Yapılanma (PDF), vol. 2, n. 1,  pp. 29-50. URL consultato il 12 gennaio 2021 (archiviato dall'url originale il 15 febbraio 2019).
- (BG) Indzhov, Emil, THE BULGARIANS AND THE ADMINISTRATIVE REFORMS IN THE OTTOMAN EMPIRE IN 50-60 YEARS AT THE XIX CENTURY. (PDF), vol. 56, n. 6.2, 2017.